# Videókártya

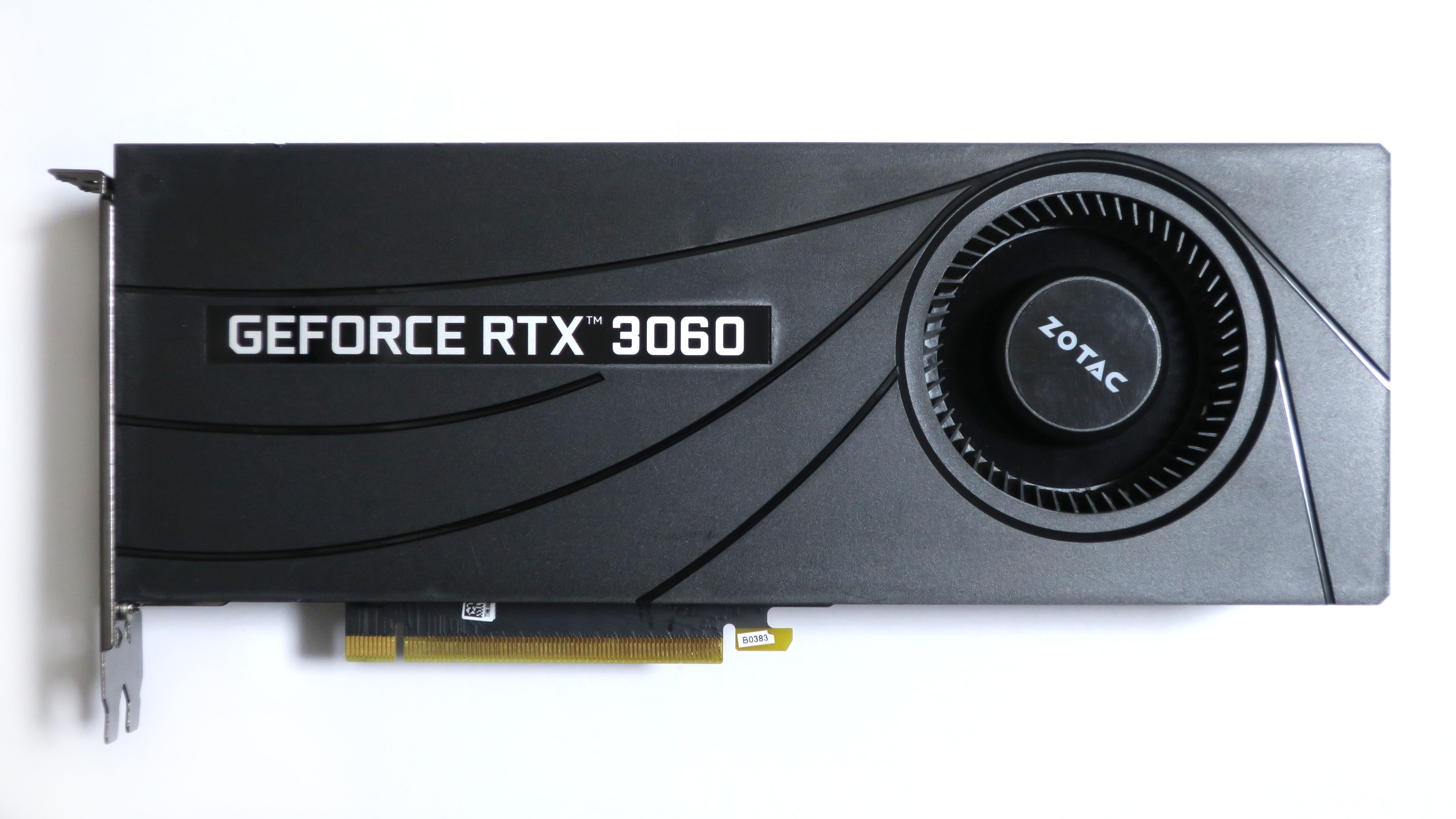
Zotac gyártású Nvidia Geforce RTX 3060

A videókártya (más néven videóadapter, grafikus kártya vagy grafikus adapter) a számítógép képi megjelenítéséért felelős fő alkotórésze. Feladata, hogy a számítógép által küldött képi információkat feldolgozza analóg, illetve digitális jelekké alakítva, amelyet egy megjelenítő egység meg tud jeleníteni. Ez az egység lehet CRT (képcsöves) monitor vagy TV, LCD monitor vagy modul, HDTV vagy projektor is. A videókártya és a megjelenítő különböző grafikus szabványok és csatlakozók segítségével kommunikálnak egymással. A videókártya a kivitelezés alapján lehet alaplapra integrált vagy bővítőkártya. Ismertebb gyártók közé tartozik az ATI Technologies, Nvidia, illetve az utóbbi által felvásárolt 3dfx Interactive is.
Eleinte a videókártyák kétdimenziós képek megjelenítésére voltak alkalmasak, a 90-es évek közepétől a 3D gyorsítókártyák segítségével lehetővé vált a háromdimenziós képek megjelenítése is. A 3D képmegjelenítésre képes kártyák az évek folyamán egyre több funkcióval lettek felszerelve, például: T&L (Transform, Clipping and Lightning), Ray Tracing, HDRR (High Dynamic Range Rendering).

## Története
Sorozatgyártásban a videókártya elvét elsőként 1977-ben az Apple II mikroszámítógép konstrukciójánál alkalmazták, melynek alaplapjára integrált képmegjelenítési lehetőségeit bővítőkártyák által lehetett kiegészíteni. Az első IBM PC 1981-ben kiadott típusában alkalmazott MDA (Monochrome Display Adapter) videókártya csupán az egyszínű, 80x25 karakteres megjelenítést tette lehetővé. Ezt követően az IBM CGA (Color Graphics Adapter) és a Hercules 1982-ben megjelent HGC (Hercules Graphics Card) videókártyái már a színes szövegkarakterek megjelenítését is támogatták.

## Kártyatípusok
- alaplapra integrált (fizikailag nem eltávolítható, többnyire lehetőség van letiltásra)
- processzorba integrált (a CPU-n belül található, nem eltávolítható, lehetőség van a letiltására)
- bővítőkártyás rendszerű (cserélhető)

### Low profile (LP)
Alacsony hátlappal és csökkentett nyáklap mérettel rendelkező grafikus kártya. Ez a jelző csak a méretre vonatkozik, a teljesítményre nem. A tartozékok között szokott lenni normál, valamint egy vagy két alacsony méretű hátlap, amelyek cserélhetőek. alacsony profilú kártyákat elsősorban Low Profile gépházakban, illetve HTPC-kben használnak, amelyek mérete alacsonyabb egy átlagos gépháznál.

## Több videókártya összekötése

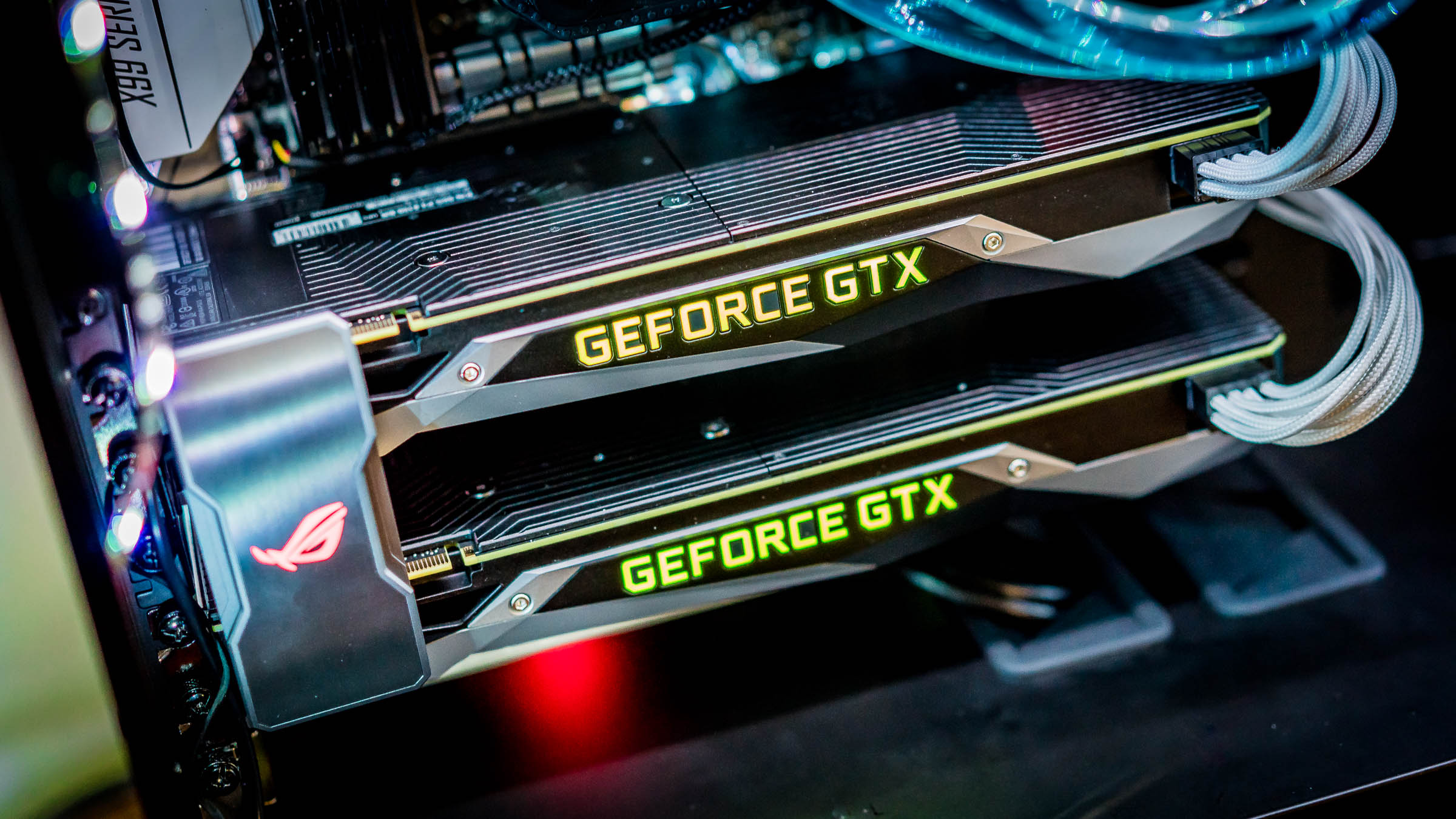
Két darab Nvidia GTX 1080 SLI-ban

Egyes videókártyák támogatják azok azonos típussal való összekötését, ezáltal nagyobb teljesítményt nyújtanak. Ehhez a következők kellenek:
- nagy kapacitású tápegység
- 2 darab, lehetőleg ugyanolyan architektúrájú videókártya
- alaplap, amely rendelkezik legalább 2db azonos csatlakozóval
- hídcsatlakozó (az alaplaphoz, vagy videókártyához jár)

Két nagy típus:
- Nvidia SLI
- ATi/AMD CrossFire, vagy a modernebb CrossFire X

## Csatlakozások
A bővítőkártyás rendszerű videókártya a számítógép alaplapjának megfelelő foglalatába csatlakoztatható, vagyis a számítógép egyik cserélhető alkatrésze. Cseréjével megváltoztatható a számítógép grafikus teljesítménye, ami megnyilvánulhat a megjelenés gyorsaságában, az átvitt adatmennyiség növelésében, a képpontok számának növelésében, a 3D képgenerálási sebességben és számos más paraméterben. Ismertebb videókártya csatlakozók (ezek egymással nem felcserélhetők, a videókártya csak az annak megfelelő foglalatba csatlakoztatható):
- S-100 bus
- ISA
- C-bus
- VMEbus
- Zorro II
- NuBus
- MCA
- EISA
- Zorro III
- Microchannel (IBM)
- VLB (VESA Local Bus)
- PCI (Peripheral Component Interconnect)
- UPA
- USB
- AGP (Accelerated Graphics Port)
- AGP Pro
- PCI-X
- PCI Express (PCIe) x16

## Kimeneti csatlakozók
- DB-9 (CGA és EGA)

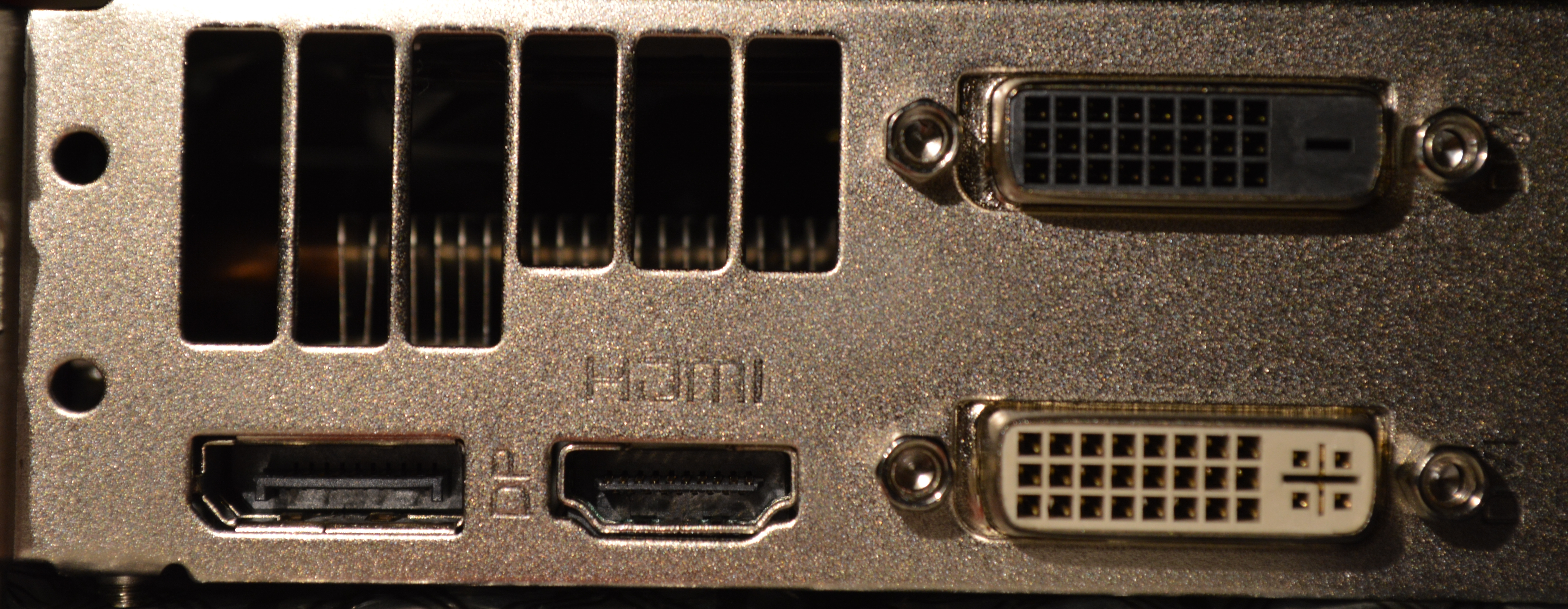
Egy modern videókártya kimeneti csatlakozói

- HD-15, ismertebb nevén D-SUB (VGA, SVGA)
- S-Video
- DVI
- HDMI
- Mini HDMI
- DisplayPort
- Mini DisplayPort
- Thunderbolt

## Alkalmazása
- hagyományos kétdimenziós megjelenítések
- háromdimenziós játékok, programok és képgenerálás
- (speciális esetekben a GPU extrém nagy számolási teljesítménye folytán különböző algoritmusok futtatása)
- Bitcoin bányászat
- külső videókártya laptophoz csatlakoztatása, annak teljesítményének növelése (PCIe csatlakozó segítségével)

## Főbb gyártók

### Fő chipset gyártók és jellemző termékeik
- ATI Technologies - AMD (2006 óta az ATI tulajdonosa az AMD,[1] 2011-től már utóbbi cég neve szerepel a marketinganyagokban[2]): Radeon 7/8/9000, Radeon X/X1000, Radeon HD 2/3/4/5/6/7000, R7, R9, RX 400, RX 500, RX 5000, RX 6000 sorozatok.
- nVidia: GeForce sorozat (GeForce FX, GeForce 6 és GeForce 7, GeForce 8, GeForce 9, GTX 100, GTX 200, illetve GTX 400, GTX 500, GTX 600, GTX 700, GTX 900, GTX 1000, RTX 2000, RTX 3000, 4000 sorozatok)
- Intel – "i" sorozat, GMA (Graphics Media Accelerator) sorozat, Intel HD sorozat (csak integrált változatban), Intel Arc sorozat

### Speciális videókártya-gyártók és termékeik
- Matrox – Parhelia és P-series
- 3Dlabs

### Megszűnt, illetve kisebb chipsetgyártók és termékeik
- Falanx Microsystems – Mali
- S3 Graphics – Trio, Virge, Savage4, Chrome sorozatok
- Tech Source – Raptor
- XGI – Volari
- SiS - 6xxx, 3xx, 6x
- 3dfx - Voodoo, Rush, Banshee
- Vivante  (telefonok, tabletek, beágyazott rendszerek)
- Samsung - FIMG  (telefonok, tabletek, beágyazott rendszerek)
- PowerVR (telefonok, tabletek, beágyazott rendszerek)